# Tổng giáo phận Thare và Nonseng
Tổng giáo phận Thare và Nonseng (tiếng Thái: อัครสังฆมณฑลท่าแร่-หนองแสง; tiếng Latinh: Archidioecesis Tharensis et Nonsengensis) nằm ở phía đông bắc của Thái Lan. Nó có trụ sở tại Tha Rae, một đô thị dưới huyện (thesaban tambon) trong quận Mueang Sakon Nakhon.
Giáo phận có diện tích 25.477 km², bao gồm bốn tỉnh của Thái Lan - Kalasin, Mukdahan, Nakhon Phanom và Sakon Nakhon. Tính đến năm 2001, trong số 3,1 triệu công dân, 49.489 người là thành viên của Giáo hội Công giáo. Nó được chia thành 30 giáo xứ, có tổng cộng 51 linh mục. Đến ngày 31 tháng 12 năm 2006, tổng giáo phận có 51.275 người Công giáo, chiếm 1,61 phần trăm dân số của lãnh thổ.

## Các giáo phận đại diện
3 giáo phận là đại diện của tổng giáo phận:
Nakhon Ratchasima
Ubon Ratchathani
Udon Thani

## Lịch sử:
Tổng giáo phận có nguồn gốc từ Tông Tòa Đại Diện của Lào, được thành lập vào ngày 4 tháng 5 năm 1899, chịu trách nhiệm về toàn bộ khu vực ngày nay là đông bắc Thái Lan và Lào ngày nay. Trụ sở của cha sở tại Ban Nonseng, tỉnh Nakhon Phanom. Năm 1938, phần phía bắc được tách ra để thành lập Tông Tòa tỉnh Viêng Chăn và Luang-Prabang. Sau khi nước Lào độc lập năm 1949, giáo hạt được chia tách: ngày 21 tháng 12 năm 1950, phần người Lào được tách ra để thành lập Tông Tòa Thakhek., trong khi phần Thái Lan trở thành Tông Tòa Đại Diện của Thare. Năm 1960, nó được đổi tên thành Tông Tòa Đại Diện Thare và Nonseng, và được thăng làm Tổng Giáo Phận Thare và Nonseng vào ngày 18 tháng 12 năm 1965.

## Nhà thờ lớn(nhà thờ chánh tòa của tổng giáo phận):
St Michael Nhà thờ Tổng lãnh thiên thần nằm ở Ban Tha Rae, Tha Rae phó huyện, huyện Mueang Sakon Nakhon, ở bờ phía bắc của Han Hồ Nông, 17 ° 15'15 "N 104 ° 11'3" E.

## Các giám mục cai quản giáo phận:
Trước khi Thare và Nonseng trở thành giáo phận, người quản lý có chức danh là cha sở, nhưng cũng là giám mục chính thức.
Marie-Joseph Cuaz, MEP: 22 tháng 6 năm 1899 - 1912
Constant-Jean Prodhomme, MEP: 2 tháng 6 năm 1913 - 20 tháng 8 năm 1920
Ange-Marie Joseph Gouin, MEP: 26 tháng 4 năm 1922 - 1 tháng 7 năm 1943
Henri-Albert Thomine, MEP: 29 tháng 7 năm 1944 - 21 tháng 3 năm 1945
Claudius Philippe Bayet, MEP: 10 tháng 4 năm 1947 - 7 tháng 5 năm 1953
Bf. Michael On Prakhongchit, 1953-1959
Michel Kien Samophithak: 1959 - 6 tháng 3 năm 1980
awrence Khai Saen-Phon-On: 6 tháng 3 năm 1980 - 14 tháng 5 năm 2004
Chamniern Santisukniram: 1 tháng 7 năm 2005 - 13 tháng 5 năm 2020
Anthony Weradet Chaiseri: 13/5/2020 - nay